# ÖLAG

Junkers G 24 mit dem Luftfahrzeugkennzeichen A-100 der ÖLAG am Flughafen Salzburg, Aufnahme von Walter Mittelholzer (1933)

Die Österreichische Luftverkehrs AG, kurz ÖLAG oder OeLAG, war eine Fluggesellschaft mit Sitz in Wien. Sie wurde 1923 gegründet und ging 1939 in der Deutschen Lufthansa auf. Heimatflughafen war Wien-Aspern. 

## Geschichte
Die Gründungsversammlung fand am 18. Februar 1923 statt. Am 3. Mai 1923 erhielt Walter Bardas-Bardenau von der österreichischen Regierung die Genehmigung zur Gründung einer Luftverkehrsgesellschaft. An der nun entstehenden Österreichischen Luftverkehrs-Aktiengesellschaft beteiligte er sich selbst mit einem Prozent, die übrigen Anteile gingen an die Österreichische Eisenbahn-Verkehrsanstalt AG (OEVA, bis 2001: Österreichische Eisenbahn-Verkehrs-Anstalt GmbH: 50 %) und die Junkers-Werke (49 %). Bardas-Bardenau schied im April 1924 aus dem Verwaltungsrat aus und Junkers übernahm seinen Anteil von 1 %. 
Die Flugzeugflotte bestand anfangs aus Junkers F 13. Der Erstflug der Gesellschaft fand am 14. Mai 1923 von München nach Wien statt; Pilot war Hans Baur. Die Landung erfolgte in Wien-Jedlesee; dort erfolgte eine Umrüstung auf Schwimmer und der Weiterflug nach Budapest. 
Die Gesellschaft operierte zunächst im Rahmen der von Junkers begründeten Trans-Europa-Union. Zu den Flugzielen gehörten München, Budapest, Nürnberg, Graz, Klagenfurt und St. Wolfgang. Einige Ziele in Österreich wurden mit Wasserflugzeugen angeflogen. Die Auflösung der Union im September 1926 führte zur Einstellung einiger Verbindungen.
Ab 1927 beschaffte das Unternehmen mit staatlicher Unterstützung neue Flugzeuge. Der im selben Jahr abgeschlossene Betriebsgesellschaftsvertrag mit der Deutschen Luft Hansa sah Linienverbindungen vor, die von beiden Gesellschaften gemeinsam geplant und betrieben wurden. In der Folgezeit entstand ein Streckennetz, das von Wien ausgehend bis Berlin, Budapest und Mailand reichte. 1932 übernahm die Luft Hansa den bislang von Junkers gehaltenen 50 %-Anteil und die OEVA übergab ihren Anteil an die Republik Österreich. Nach dem Ende der Weltwirtschaftskrise wurde die Flotte mit mehreren Junkers Ju 52/3m ergänzt, von denen eine 1936 nach einem Flugunfall abgeschrieben werden musste.
1938 begann das Unternehmen mit der Planung von Flugverbindungen nach Rom, Paris und London. Dazu war der Einsatz von Junkers Ju 90 vorgesehen. Nach dem Anschluss Österreichs an Deutschland im März 1938 wurden diese Pläne aufgegeben. Die Fluggesellschaft kam nun vollständig unter die Kontrolle der Lufthansa und ging zum 1. Januar 1939 in dieser auf. Im Juni 1939 wurde die Gesellschaft aus dem Handelsregister gestrichen.

## Flotte
Mit Ausnahme einer Douglas DC-2 stammten alle Flugzeuge von Junkers. Viele Flugzeuge waren von der Luft Hansa (ab 1933 Lufthansa) gemietet und nur kurze Zeit für die ÖLAG im Einsatz. 
1939 übernahm die Lufthansa die sechs noch flugfähigen Ju 52. Die wenigen erhaltenen älteren Maschinen, darunter eine G 24, wurden in den folgenden Monaten ausgemustert.
Folgende Flugzeuge waren zeitweise für die ÖLAG im Einsatz:
22 Junkers F 13beschafft zwischen 1923 und 1929
1 Junkers G 231927 von der Lufthansa gechartert
3 Junkers G 24beschafft zwischen 1924 und 1931
1 Junkers G 31beschafft 1928
1 Douglas DC-2zwischen 1934 und 1936 überwiegend als Regierungsflugzeug eingesetzt, danach an Swissair verkauft
7 Junkers Ju 52/3mbeschafft zwischen 1935 und 1938

## Zwischenfälle
- Am 14. August 1930 verunglückte eine F 13 bei Weiler im Allgäu, wobei der Pilot getötet wurde.
- Am 2. September 1930 verunglückte eine F 13 bei Wallgau, wobei der Pilot getötet wurde.

Bis 1938 flog die ÖLAG ohne Passagierunfall.